# Woodlawn Memorial Cemetery
Il Woodlawn Memorial Cemetery è un cimitero ubicato al 1847 della 14th Street a Santa Monica ed è gestito dalla municipalità di Santa Monica. 

## Sepolture celebri
- Hugo Ballin (1879–1956), artista
- Mabel Ballin (1887–1958), attrice
- George Bancroft (1882–1956), attore
- Jay Belasco (1888–1949), attore
- Ted Bessell (1935–1996), attore
- Charles Bickford (1891–1967), attore
- Barbara Billingsley (1915–2010), attrice
- William Bishop (1918–1959), attore
- Janet Blair (1921-2007), attrice
- Roberts Blossom (1924-2011), attore e poeta
- Bonnie Bonnell (1905–1964), attrice
- Edwina Booth (1904–1991), attrice
- Edward Brophy (1895–1960), attore
- Octavia Broske (1886–1967), attrice, moglie di George Bancroft
- Leo Carrillo (1880–1961), attore e conservationista
- Joseph Chorre (1914–1987), attore
- Doris Cook (1904–2007)
- Henry Cuesta (1931–2003), musicista
- Faye Dancer (1925–2002), giocatore di baseball
- Henry Daniell (1894–1963), attore
- John Dawson (1830–1918), pioniere
- John Dodsworth (1910–1964), attore
- Weston and Winston Doty (1913–1934), attrice
- Cathy Downs (1924–1976), attrice
- Elvin "Ducky" Drake (1903–1988), allenatore
- Vernon Duke (1893–1969), compositore
- Albert Duncun (1886–1960), attore
- Margaret Ehrlich (1917–1936), attrice
- Lion Feuchtwanger (1884–1958), autore
- Paul Fix (1901–1983), attore
- Glenn Ford (1916–2006), attore
- Leland Ford (1893–1965)

- Ika Gruning (1876–1964), attrice

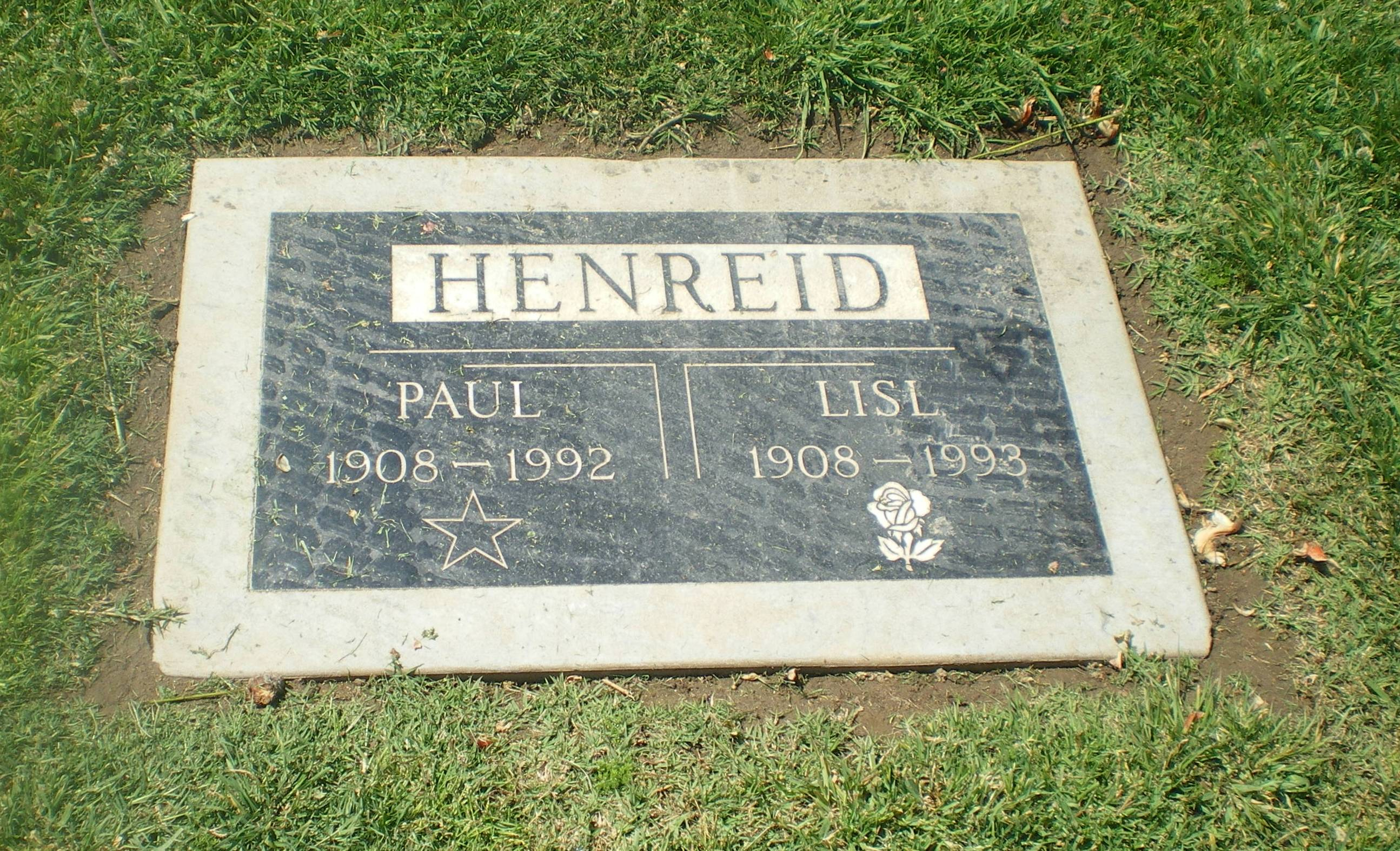
tomba di Paul Henreid

- William Haines (1900–1973), attore, interior designer
- Paul Henreid (1908–1992), attore, direttore
- Phil Hill (1927–2008), pilota
- Evelyn Hooker (1907–1996), psicologo
- Richard Hylton (1920–1962), attore
- Olaf Hytten (1888–1955), attore
- Abbot Kinney (1850–1920), imprenditore
- Ted Kholer (1894–1973)
- Harvey Korman (1927–2008), attore e commediante
- Henry Kuttner (1915–1958), autore
- Florence Lake (1904–1980), attrice
- Baron Leone (1909–1988), wrestler
- Audra Lindley (1918–1997), attrice

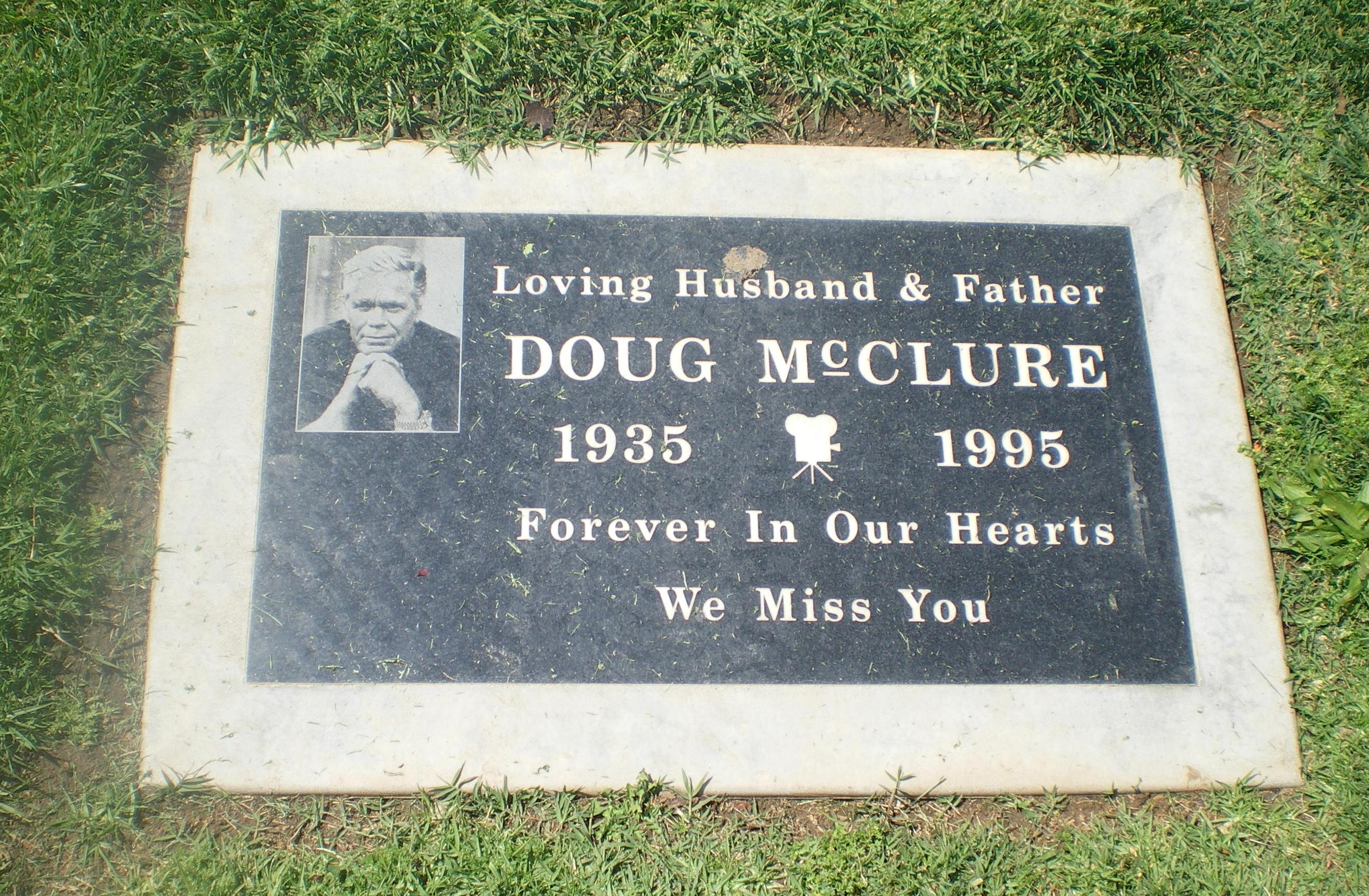
tomba di Doug McClure

- Bert Lindley (1873–1953), attore, padre di Audra Lindley
- Christine MacIntyre (-Sept. 16, 1987), pioniere del fitness ed editrice
- Hughie Mack (1884–1927), attore
- Doug McClure (1935–1995), attore
- Catherine Macleod (1921–1997), attrice
- J.B. Nethercutt (1914–2004), cosmetics guru
- Merle Norman, cosmetics guru
- Red Norvo (1908–1999), musicista jazz
- George Ogden (1871–1966), autore
- Lynne Overman (1887–1943), attore
- Corliss Palmer (1899–1952), attrice
- Christabel Pankhurst (1880–1958), suffragetta
- Walter Perry (1868–1954), attore
- Jimmy Phipps (1950–1969), soldato del Vietnam
- Beverly Pratt (1923–1979), attrice
- Janos Prohaska (1919–1974), attore, stuntman
- Frances Raeburn (1924–1976), attrice
- Bill Raisch (1905–1984), attore
- Sally Ride (1951–2012), astronauta e fisico
- Blanche Robinson (1883–1969), pianista e compositore
- Irene Ryan (1902–1973), attrice e commediante
- Hayes "Big Ed" Sanders (1930–1954), campione olimpico di boxe
- Elzie C. Segar (1894–1938), cartonista, creatore di "Popeye"
- Jimmie Shields (1905–1974), interior designer
- Hal Smith (1916–1994), attore nel ruolo di Otis Campbell nel The Andy Griffith Show
- Christian Steinle (1878–1986), veterano della guerra americano spagnola
- May Sutton (1886–1975), campione di tennis
- Sandor Szabo (1906–1966), wrestler
- William Tuttle (1912–2007), artista del makeup
- Jesse Unruh (1922–1987)
- Erich Von Stroheim Jr. (1916–1968), attore, direttore, figlio di Erich Von Stroheim
- Fay Webb (1907–1936), attrice